# James Dale Strawbridge
James Dale Strawbridge (* 7. April 1824 in Liberty, Montour County, Pennsylvania; † 19. Juli 1890 in Danville, Pennsylvania) war ein US-amerikanischer Politiker. Zwischen 1873 und 1875 vertrat er den Bundesstaat Pennsylvania im US-Repräsentantenhaus.

## Werdegang
James Strawbridge besuchte die öffentlichen Schulen seiner Heimat. Im Jahr 1844 absolvierte er das Princeton College. Nach einem anschließenden Medizinstudium an der University of Pennsylvania in Philadelphia und seiner 1847 erfolgten Zulassung als Arzt begann er in Danville in diesem Beruf zu praktizieren. Während des Bürgerkrieges diente er als Mediziner in verschiedenen Einheiten im Heer der Union. Ende 1864 geriet er für drei Monate in Kriegsgefangenschaft. Nach dem Krieg setzte er seine Arzttätigkeit fort. Gleichzeitig schlug er als Mitglied der Republikanischen Partei eine politische Laufbahn ein.
Bei den Kongresswahlen des Jahres 1872 wurde Strawbridge im 13. Wahlbezirk von Pennsylvania in das US-Repräsentantenhaus in Washington, D.C. gewählt, wo er am 4. März 1873 die Nachfolge von Frank Charles Bunnell antrat. Bis zum 3. März 1875 konnte er eine Legislaturperiode im Kongress absolvieren. Nach dem Ende seiner Zeit im US-Repräsentantenhaus arbeitete er wieder als Arzt. Er starb am 19. Juli 1890 in Danville.